# Heinz Kluth
Heinz Kluth (* 18. Juli 1921 in Lychen, Uckermark; † 28. Dezember 1977 in Hamburg) war ein deutscher Soziologe.

## Leben
Nach einem Studium der Soziologie, Geschichte, Volkswirtschaftslehre und Philosophie in Berlin (1946–49 Humboldt-Universität zu Berlin, 1949–52 an der Freien Universität bei Alfred Vierkandt, Gottfried Eisermann, Hans-Joachim Lieber und Otto Stammer) promovierte beim Letzteren 1952 zum Dr. phil. (Dissertation: Der arbeitslose Jugendliche in seinen Bindungen an die außerfamiliäre gesellschaftliche Umwelt).
1952–53 arbeitete er als Assistent von Helmut Schelsky an der Hamburger Akademie für Gemeinwirtschaft und 1953–56 dann am Seminar für Soziologie der Universität Hamburg. 1956 habilitierte er sich dort mit der Studie Sozialprestige und sozialer Status für Soziologie – mit stark strukturfunktionalistischem Ansatz: „Sozialprestige“ ist ihm nach eher „zugeschrieben“ (ascribed), sozialer Status eher „erworben“ (achieved).
„Soziologie“ war für Heinz Kluth eine empirisch und analytisch zu betreibende Fachwissenschaft. Zu Grunde lag bei ihm ein – wohl über Eisermann vermitteltes – eher paretianisches Menschenbild, dem zufolge der Mensch überhaupt nur vermöge einer gewissen sozialen Integration für sich selbst eine Identität gewinnen könne. Empirisch gehörte er in der jungen Bundesrepublik zu den Pionieren der Technik-, Industrie- und Betriebssoziologie.
In Hamburg wirkte er als Ordentlicher Professor von 1961 bis zu seinem Krebstod 1977. Als akademischer Lehrer war er liberal, mit weitem Horizont und stoffreich; und er nahm noch auf dem Totenbett akademische Prüfungen ab.
Mit der Wirtschaftskrise der 1990er Jahre wurden seine während des „Wirtschaftswunders“ vergessenen Untersuchungen zu Arbeitslosigkeit und Berufsnot der Jugendlichen wieder fruchtbar.

## Publikationen (Auswahl)
- 1952: Die Gemeinschaftsfähigkeit des arbeitslosen Jugendlichen
- 1955: „Arbeiterjugend – Begriff und Wirklichkeit“, in: H. Kluth/U. Lohmar/R. Tartler (Hgg.), Arbeiterjugend gestern und heute
- 1957: Sozialprestige und sozialer Status, Enke, Stuttgart
- 1963: Die Bildungfrage in der modernen Arbeitswelt
- 1966: Freizeit im Schatten der industriellen Arbeit
- 1968: Soziologie der Großbetriebe
- 1973: Soziologie